# Pseudopostega chalcopepla
Pseudopostega chalcopepla là một loài bướm đêm thuộc họ Opostegidae. Loài này có ở miền nam Pháp, Monaco và bán đảo Iberia, cũng như Maroc và Tunisia. It is only được tìm thấy ở the coastal region.
Sải cánh dài 10.5–14 mm. Con trưởng thành bay từ tháng 6 đến tháng 7.
Ấu trùng có thể ăn các loài Rosmarinus.